# Nuštar
Nuštar est un village et une municipalité située dans le comitat de Vukovar-Syrmie, en Croatie. Au recensement de 2001, la municipalité comptait 5 862 habitants, dont 90,79 % de Croates et le village seul comptait 3 606 habitants.

## Histoire
Le nom de Nuštar vient de monasterium, à cause d'un monastère bénédictin dédié au Saint-Esprit qui existait à cet endroit en 1263. Nikola Berzeta acquit le domaine au XIVe siècle et, au XVe siècle, il devint la propriété de la famille Gorjanski. Un château appartenant à la famille Khuen-Belassy fut agrandi au XVIIIe siècle, notamment avec la construction d'une église. Le château, entouré d'un parc, a été remanié au XIXe siècle.
En 1991, durant la guerre serbo-croate, le village fut le théâtre d'une furieuse bataille.

## Localités
La municipalité de Nuštar compte 3 localités : Cerić, Marinci et Nuštar.